# Félix Lebon
Pour les articles homonymes, voir Lebon.
 (avril 2016).
Si vous disposez d'ouvrages ou d'articles de référence ou si vous connaissez des sites web de qualité traitant du thème abordé ici, merci de compléter l'article en donnant les références utiles à sa vérifiabilité et en les liant à la section « Notes et références ».
Étienne-Félix Lebon, né le 14 janvier 1811 à Troyes et mort le 7 septembre 1870 à Blois, est un juriste français.

## Biographie
Il fut avocat au Conseil d'État et à la Cour de cassation. Il fut, de 1838 à 1859, l'un des rédacteurs du Recueil des arrêts du conseil d'État créé en 1821 par Louis Antoine Macarel et qui porte désormais son nom : le Recueil Lebon.
Il publia également en 1848 une Étude sur les moyens d'approprier la Constitution au caractère français.
Il est le père du général Félix Frédéric Georges Lebon et de l'homme politique Maurice Lebon.